# High brow
High brow es la denominación que recibió, en la década de 1920, un estilo de jazz que se desarrolló en la ciudad de Nueva York. Posteriormente, la denominación cayó en desuso y esta música pasó a ser conocida simplemente como "Estilo Nueva York".
Suele considerarse que el iniciador del estilo fue la orquesta de Fletcher Henderson, en la que tocaron todas las grandes figuras del jazz de los años 1920. Sería precisamente Henderson quien mejor representó la nueva forma de tocar un tipo de jazz estilizado, menos localizado y más universal, «realizado sobre la base de una fórmula de transacción que estriba en orquestaciones preparadas de antemano y escritas para conjuntos cuyo número de instrumentos no hacía posible la polifonía hot». Pero la escuela de Nueva York dio un nombre de mayor proyección aún, Duke Ellington, procedente de Washington D. C., que alcanzó gran fama con sus sesiones en el Cotton Club de Harlem. Otros referentes importantes del estilo fueron Red Nichols y sus "Five Pennies", los McKinney's Cotton Pickers de William McKinney y Don Redman, así como la banda del pianista Sam Wooding o la del panameño de nacimiento, Luis Russell.
El estilo de Nueva York, con el impulso que supuso a las big bands, fue la corriente principal de desarrollo del jazz a finales de la década de 1920, desembocando en el swing.